# Ursula Goldau

"Eule", 2004, Pigmentfarben und Tusche auf Leinwand, 30 × 40 cm

Ursula Goldau (* 12. Mai 1950 in Leutesdorf) ist eine deutsche Malerin und Installationskünstlerin in Offenbach am Main und Leutesdorf am Rhein.

## Leben und Werk
Nach künstlerischen Anfängen im Atelier der Bildhauerin Guta von Freydorf-Stephanow studierte sie 1968 bis 1974 Malerei an der Kunstakademie Düsseldorf (Außenstelle Bonn). Parallel studierte sie in Bonn Kunstgeschichte und wurde 1975 promoviert, gefördert durch ein Stipendium der Fritz-Thyssen-Stiftung. Nach weiteren wissenschaftlichen Forschungen (1980–1982 Stipendium der Deutschen Forschungsgemeinschaft) entschied sie sich für das freie künstlerische Schaffen. 
Ihr Grundthema ist das Verhältnis von Farbe und Linie, was sich bereits in den frühen Arbeiten zeigt: Lineare Zeichnungen wirken malerisch, Gemälde wirken graphisch. Seit 1982 lebte sie in Schleswig, wo sie das Schleswig-Holsteinische Künstlerhaus Selk (Schleswig) mitgründete und leitete und 1994 nach Eckernförde weitergab. Es gibt im Schleswig-Holsteinischen Künstlerhaus Eckernförde noch heute mit den von ihr eingeworbenen Landesstipendien Künstlern eine Arbeitsmöglichkeit. Ab 1995 entstehen Installationen und Aktionen wie "Birds Flow" in New York, "Rheingoldau" 2008, "Baumverdichtung" Geysirprojekt 5, 2009 in der Galerie im Fronhof, Leutesdorf und 2010 am Mainufer in Offenbach, sowie dort im Rathaus 2011 (zusammen mit Michaela Haas), die über die Frage von Künstlichkeit und Natur reflektieren und das Ziel haben im öffentlichen Raum die Bürger zur politisch-künstlerischen Mitarbeit aufzurufen. Seit 2016 lebt und arbeitet die Künstlerin Ursula Goldau in Andernach und Leutesdorf mit zahlreichen Projekten.

## Auszeichnungen
- 1976: Paul Clemen-Stipendium, Bodo-Ebhardt-Medaille, Stipendium des Hauses Hohenzollern, für Ursula Rathke: Preußische Burgenromantik am Rhein. Prestel Verlag, München 1980.
- 1980: DFG-Stipendium für Ursula Rathke: Die Rolle Friedrich Wilhelms IV. v. Pr. beim Bau des Kölner Domes (= Kölner Domblätter. 1981–1983).
- 1991: St.-Georgs-Nadel der Stadt Moskau, für Organisation der einzigen sowjetisch-deutschen ngo-Ausstellung mit Tournee und deutsch-russischem Katalog, für die Tournee begonnen in der Soljanka-Galerie, Moskau mit verschiedenen Stationen in Deutschland
- 1992: Kulturpreis der Stadt Schleswig, für künstlerische Arbeit und Gründung des S-H-Künstlerhauses Selk/Schleswig
- 1994: Künstlerstipendium des Landes Schleswig-Holstein
- 2000: Stipendium des Maison d’Emma, St. Mathieu de Treviers
- 2008: Ehrenpreis des Deutsch-Türkischen-Clubs Frankfurt, für eine künstlerische Gesundheitsinitiative mit Ausstellungen und Ärztevorträgen in Moscheen, Kitas etc.

## Werke in öffentlichen und privaten Sammlungen
Werke von Ursula Goldau besitzen u. a. folgende öffentliche Sammlungen: 
- Stadtmuseum Schleswig
- Museum Schloss Gottorf
- Adenauer-Museum, Rhöndorf/Rhein
- Sammlung Fürst zu Wied in Neuwied
- Landesregierung Schleswig-Holstein
- Landesregierung Rheinland-Pfalz
- Huoanho Collection in Peking
- Städtisches Museum Aalborg (Dänemark)
- Artamonow Collection in Moskau
- City of Lancaster (Großbritannien)
- Sarlat/Dordogne, Sammlung des Kunstvereins
- ARPAC, Pompignane/Montpellier, Sammlung Henri-Michel Morat
- Stadt Montpellier, Maison d´ Heidelberg, Sammlung
- St.Mathieu de Treviers, Sammlung des Kunstvereins
- Sammlung Andrea Betz, Perols
- Sammlung Jean-Patrice Giraud, Paris
- Sammlung Xiaoyong Chen, Hamburg
- Sammlung Toshiko Takada, Engelskirchen
- Sammlung Britta Lieberknecht, Köln
- Sammlung Marianne Reiss, Braunschweig
- Sammlung Irina Gratzinskaja, Moskau
- Sammlung Anil Mull, London
- Stadt Andernach, Rathaus und Geysir-Zentrum
- Stadt Neuwied, Städtische Sammlungen
- Haus der Stadtgeschichte (Offenbach am Main)
- Sammlung des Fürsten zu Wied
- Privatsammlungen in New York, Kopenhagen, Stockholm und Frankfurt